# Bitwa pod Kłuszynem (obraz Szymona Boguszowicza)
Bitwa pod Kłuszynem – batalistyczny obraz olejny namalowany w 1620 przez polskiego malarza ormiańskiego pochodzenia Szymona Boguszowicza (1575–1648).
Powstał na zlecenie i „pod okiem” hetmana wielkiego koronnego Stanisława Żółkiewskiego, który odniósł zwycięstwo w bitwie pod Kłuszynem (4 lipca 1610) nad wojskami rosyjsko-szwedzkimi. Dzieło upamiętniające ten triumf było przeznaczone dla kościoła parafialnego w Żółkwi, gdzie pozostało aż do II połowy XX stulecia.
Obraz jest ważnym źródłem ikonograficznym w zakresie wojskowości pierwszej połowy XVII wieku.

## Okoliczności powstania
Obraz namalowano na zlecenie Stanisława Żółkiewskiego, z przeznaczeniem do umieszczenia w kościele parafialnym w Żółkwi, od początku pomyślanym jako rodowe mauzoleum hetmana, a zarazem swoisty pomnik chwały polskiego oręża. Żółkiewski uważał zwycięstwo pod Kłuszynem, jak i całą wyprawę moskiewską, za swoje największe osiągnięcie, stąd wybór takiego tematu dla zamówionego dzieła. Obraz dawał możliwość upamiętnienia sukcesu militarnego w sposób bardziej wiarygodny i dostępny niż jego pisemna relacja, szczególnie, że powstał pod okiem i kierownictwem hetmana wielkiego koronnego, zgodnie z jego sugestiami.
Autorstwo tego dzieła przypisuje się Szymonowi Boguszowiczowi, ormiańskiemu malarzowi ze Lwowa. Wcześniej pracował dla rodu Mniszchów, był naocznym świadkiem koronacji Maryny Mniszchówny na carycę i wykonał kilka obrazów związanych z tym wydarzeniem). Związał się z dworem Żółkiewskiego w 1620.
Jako pierwszy wskazał na tego artystę jako autora Bitwy pod Kłuszynem Aleksander Czołowski w 1904. W późniejszych latach takiej samej atrybucji dokonali Tadeusz Mańkowski oraz Władysław Tomkiewicz. Jako argument przemawiający za autorstwem Boguszowicza, wskazano list Żółkiewskiego do władz Lwowa, datowany na 20 maja 1620, w którym hetman prosił o czasowe zwolnienie malarza z obowiązków na rzecz miasta, z powodu jego pobytu w Żółkwi i zaangażowania do hetmańskiego zlecenia (nie wspomniano jednak o jego treści).
Jakkolwiek niekiedy obraz traktuje się nadal jako dzieło nieznanego artysty, to koncepcja przypisująca autorstwo Boguszowiczowi przyjęła się – wyrażana jako pewnik lub przypuszczenie. Jako datę powstania podaje się rok 1620, względnie „około 1620” lub „przed 1620”. Obraz został ufundowany na krótko przed wyprawą mołdawską Żółkiewskiego i jego śmiercią, bowiem najprawdopodobniej hetman postanowił uwiecznić swój triumf zanim podjął nową kampanię, a raczej nie planował zamówienia cyklu płócien.

## Opis obrazu
Obraz, namalowany techniką olejną na płótnie, wyróżnia się wręcz olbrzymimi rozmiarami – 600 × 600 cm (lub 580 × 690 cm). Starcie zostało przedstawione na nim z wysokiego punktu czy też „z lotu ptaka”, w ujęciu symultanicznym (szereg wydarzeń następujących po sobie) i obejmującym całe pole bitwy. Krajobraz – wielkie puste pola, przedzielone płotami i płonącymi, wiejskimi chałupami – przedstawiono schematycznie, bez żadnych charakterystycznych elementów, jedynie u góry zamknięty został przez widok terenów lesistych, z licznymi pagórkami.
Po prawej stronie obrazu widnieje jakaś osada, a obok niej obóz wojsk szwedzkich z wozami ustawionymi dookoła namiotów. Poniżej niego znajduje się większy obóz rosyjski, ograniczony wozami, ale dodatkowo zabezpieczony kobyleniami, za którymi widać ustawione oddziały strzelców moskiewskich.
Po lewej stronie płótna znajdują się wojska koronne, z widocznym ustawieniem chorągwi w szachownicę, urzutowane w głąb, w kilka linii. Przeważająca część jazdy polskiej to husaria, uzbrojona w długie kopie z małymi proporcami, półzbroje i szyszaki, z pasiastymi płaszczami na ramionach (przypominające kilimy). Przy części jeźdźców widać niskie, czarne pojedyncze skrzydło, przymocowane do siodła, zapewne osadzone w łęku. Każda z chorągwi husarskich ma swój sztandar, czworoboczny, z krzyżem kawalerskim, krzyżem św. Andrzeja lub różnobarwnymi pasami.

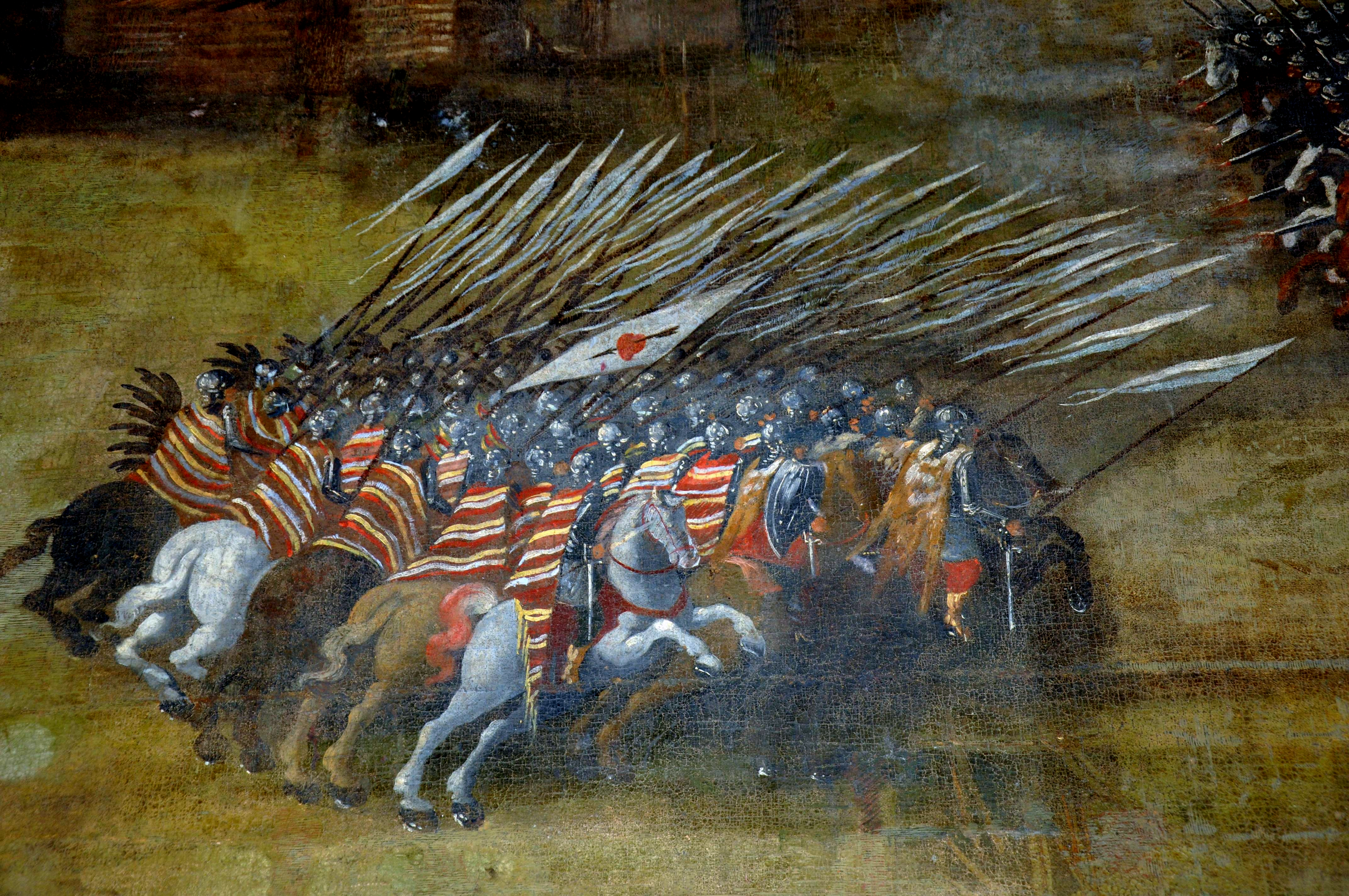
Atak polskiej husarii w bitwie pod Kłuszynem. Fragment obrazu Bitwa pod Kłuszynem Szymona Boguszowicza

W centrum obrazu znajduje się płonąca wieś oraz chorągwie husarskie uderzające na przeciwnika w szyku zwartym i z opuszczonymi kopiami. Stanisław Żółkiewski przedstawiony jest na wprost płonącej wsi. Malarz nie ukazał go w postaci triumfatora, górującego nad innymi, lecz między oddziałami jazdy, tylko nieznacznie wyróżniającego się spomiędzy żołnierzy. Hetmana, dosiadającego karego konia, wyróżnia złocisty szyszak husarski, czerwony żupan i trzymana w ręku buława, którą wskazuje kierunek ataku. Poniżej jednej z chorągwi husarii, na pierwszym planie widać oddział lekkiej jazdy, bez kopii, ze sztandarem z wizerunkiem węża.
Po stronie przeciwników (na prawym skrzydle ich szyku), w górnej części obrazu, przedstawione są siły szwedzkie. W pierwszym rzucie usytuowana jest piechota, uformowana w czworoboki z pikinierami w środku, których otaczają muszkieterzy w długich koletach i czarnych kapeluszach. Za nimi ustawiona w szachownicę ciężka jazda typu zachodniego, w hełmach i kirysach, z widocznymi arkebuzami oraz rapierami. Nad oddziałami szwedzkimi widać chorągwie, najczęściej czerwone lub białe. Na obrazie autor przedstawił piechotę broniącą się zza kobyleni przed atakami husarii – muszkieterzy z pierwszych szeregów przyklękają i oddają salwę z broni palnej, kobylenie w wielu miejscach są już zniszczone.
W dolnej części obrazu (na lewym skrzydle sił sprzymierzonych) przedstawione są oddziały rosyjskiej jazdy bojarskiej, w spiczastych czapach lub szyszakach, ubranych w długie kaftany. Dowódcy wyróżniają się futrzanymi kołpakami. Za kawalerią widać strzelców moskiewskich, odzianych podobnie jak jeźdźcy, a uzbrojonych w rusznice i broń drzewcową. W dolnym prawym rogu widoczny jest jeździec rosyjski w bogatym stroju, który opuszcza pole bitwy – to wódz moskiewski, Dymitr Szujski.
W górnej części obrazu umieszczono łaciński napis Dextera Domini Fecit Virtutem, co oznacza „Silna jest ręka Pańska, siła dokazuje”, zaś w dolnej części drugą inskrypcję łacińską, zawierającą ogólny opis bitwy z podaniem jej daty oraz dowódców, którzy brali w niej udział. W polskim tłumaczeniu brzmi następująco:

Do pokonania pod Kłuszynem najliczniejszych moskiewskich i obcych sprzymierzonych wojsk, za panowania Zygmunta III Polskiego i Szwedzkiego Króla, pod wodzą i rozkazami Stanisława Żółkiewskiego, ówcześnie Wojewody Kijowskiego i Hetmana Polnego Koronnego, późniejszego Wielkiego Kanclerza i Hetmana, Roku Pańskiego 1610 Lipca 4.

## Proweniencja
Obraz zgodnie z zamierzeniami umieszczono w farze w Żółkwi. W późniejszych latach zawisły obok niego płótna ufundowane przez Jana III Sobieskiego, przedstawiające jego zwycięstwa. Były to Bitwa pod Chocimiem Andrzeja Stecha (zapewne we współpracy z Ferdynandem van Kessel, lata 1674–1679) oraz dwa obrazy Marcina Altomonte, Bitwa pod Wiedniem (1693–1694) i Bitwa pod Parkanami (1693–1695).
Po II wojnie światowej kościół w Żółkwi został zamknięty i przekształcony w magazyn. Bitwa pod Kłuszynem, tak samo jak inne wyżej wymienione obrazy, wisiała w nim do lat 70. XX wieku, kiedy to z inicjatywy Borysa Woźnickiego, dyrektora Lwowskiej Galerii Obrazów, została stamtąd zabrana i przewieziona do magazynu galerii w dawnym klasztorze kapucynów pod zamkiem w Olesku. Po poddaniu konserwacji obraz umieszczono w pokapucyńskim kościele.

## Walory obrazu
Bitwa pod Kłuszynem jest przykładem monumentalnego malarstwa batalistycznego. Pod względem formatu był to największy obraz namalowany w Polsce aż do czasów dzieł Jana Matejki. Uznaje się go za dzieło wpisujące się w nurt siedemnastowiecznego malarstwa batalistycznego, w którym zastosowano typowe dla tej tematyki rozwiązania kompozycyjne, jakkolwiek dopatrywano się w nim także zupełnie odwrotnej tendencji – według Władysława Tomkiewicza, dzieło to raczej zaprzecza wzorom ówczesnej batalistyki, bowiem brak w nim zwartej kompozycji, która eksponowałaby decydujący moment starcia lub postać wodza. Zdaniem tego historyka sztuki obraz mógł być fryzem horyzontalnym, który został pocięty na paski i sklejony warstwami. Koncepcja ta nie została jednak uznana za prawdopodobną.
Pewne cechy kompozycji dzieła Boguszowicza wskazują na podobieństwa do płócien Bitwa pod Orszą i Bitwa pod Kircholmem z Sassenage. Chodzi tu o prezentację starcia z wysokiego punktu, realistyczne potraktowanie szczegółów czy ujęcie symultaniczne. Ponadto ukazanie w podłużnych strefach grup zbrojnych budzi skojarzenia z pewnymi fragmentami Bitwy pod Lepanto Tommaso Dolabelli, natomiast trudno określić, czy coś zawdzięczał innemu dziełu Włocha – Bitwie pod Kłuszynem z Zamku Królewskiego w Warszawie.
Jednak pod względem artystycznym obraz Boguszowicza trudno uznać za wybitne dzieło malarskie, wyraźnie odstaje poziomem i stylem od wyżej wymienionych prac innych twórców, zaś w porównaniu do płócien przedstawiających zwycięstwa Sobieskiego, sprawia wrażenie wręcz prymitywnego, które wyszło spod ręki prowincjonalnego, domorosłego malarza. Widać to w przedstawieniu oddziałów wojsk jako czworoboków złożonych z samych głów (tylko z przodu zaznaczone są całe figury postaci), pewnej niezdarności czy niedbałości w malowaniu, schematyzmu prezentacji starcia, braku zwartej całości – umiejętnego połączenia syntetycznego obrazu bitwy z realizmem i precyzyjnymi szczegółami. Ponadto artysta miał problemy z poradzeniem sobie z perspektywą, pojawiły się trudności w zróżnicowaniu planów, przez co na przykład w środkowej części płótna płot przypomina stojącą drabinę. Popełnione przez Boguszowicza błędy usprawiedliwiano skrępowaniem go przez instrukcje Żółkiewskiego i brakiem swobody działania, ponadto nieznajomością z autopsji przebiegu bitwy czy też brakiem dostępu do jej planu.
Natomiast wśród zalet obrazu natury artystycznej wymieniano świetny rysunek koni w różnych pozach (spokojnych, w kłusie czy galopie, z tyłu lub z boku), uznawanych za jeden z najlepszych w batalistyce polskiej, urozmaicenie kompozycji przez zróżnicowanie oddziałów – część stoi spokojnie, podczas gdy inne wchodzą do akcji lub atakują przeciwnika – oraz wprowadzenie nad i pomiędzy wojskami dymów i pocisków z dział. Ponadto grupowanie poszczególnych figur na płótnie porównywano do cech malarstwa cerkiewnego. Jednak jako najważniejszy walor tego płótna wskazano realizm i prawdziwość, bystrą obserwację szczegółów. Stronę artystyczną podporządkowano konieczności przedstawienia reguł sztuki wojennej, prostota i schematyzm miały ułatwić widzowi wyobrażenie sobie przebiegu bitwy.
Mimo malarskich niedoskonałości obraz Bitwa pod Kłuszynem uznaje się za ważny przykład ówczesnej batalistyki polskiej, o wręcz nieocenionej wartości jako źródła ikonograficznego dotyczącego zarówno wojskowości staropolskiej, jak i moskiewskiej oraz zachodnioeuropejskiej. Malarz z realizmem oddał uzbrojenie i strój wojskowy walczących stron, w ujęciu symultanicznym przedstawił szereg epizodów bitwy. Trafnie przedstawił także szyk bojowy wojska koronnego, w którym każda z chorągwi husarskich stanowi odrębną jednostkę, pod własnym znakiem. Porównując płótno ze źródłami pisanymi dostrzeżono tylko pewną różnicę w ujęciu szyku moskiewskiego: umieszczenie strzelców za jazdą bojarską, odwrotnie niż podają to relacje o bitwie.